# Tanjung Pandan
Tanjung Pandan est la principale ville de l'île de Belitung en Indonésie, et le chef-lieu du kabupaten (département) de Belitung dans la province des îles Bangka Belitung. Sa superficie est de 229 ha. Administrativement, c'est un kecamatan.

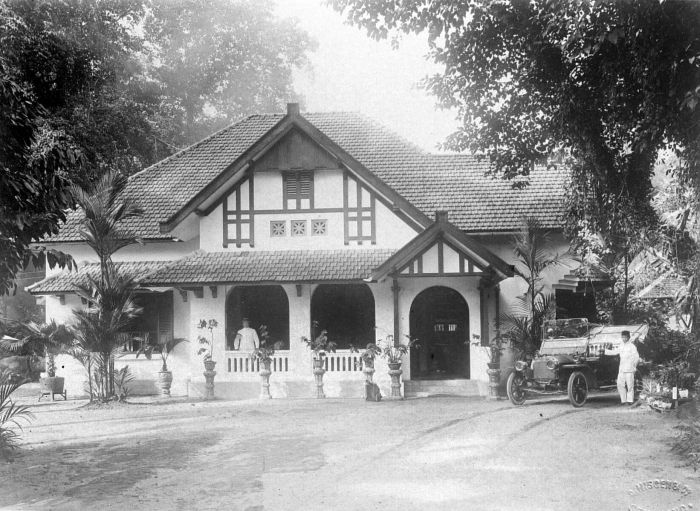
Maison de l'administrateur colonial à Tanjung Pandan

## Transport et tourisme
L'aéroport H. A. S. Hanandjoeddin relie Tanjung Pandan à Jakarta, la capitale provinciale Pangkal Pinang à Bangka et Batam.
Tanjung Pandan possède un musée de la géologie.
La plage de Tanjung Pendam est le lieu de la cérémonie annuel du Buang Jong ("jeté de jonque"), qui a lieu en juillet et août.